# آبشار وی ایست
آبشار وی ایست (به انگلیسی: Wy'east Falls) آبشاری است که در اورگن، ایالات متحده آمریکا واقع شده و ارتفاع کلی ریزشگاه آن ۱۴۰ پا است.